# 泰雷津集中营

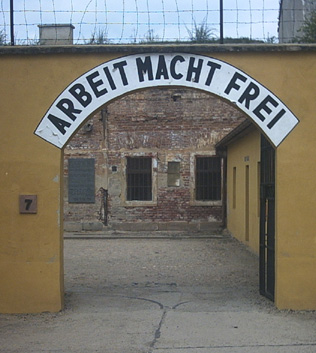
泰雷津集中营大门，上书“勞動帶來自由”口号

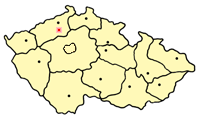
特雷津集中营在捷克的位置

泰雷津集中营（德語：Das Lager Theresienstadt）又译泰雷辛施塔特集中营、泰雷辛城集中营、泰里茨集中营等，是二战时期位于今天捷克共和国泰雷津（Terezín，德语名）的一所纳粹集中营。
数万人死于该集中营，部分为直接被杀害，其他人则死于营养不良及疾病。另外超过150,000人（包括数万名儿童）被关押于此数月至数年时间，等候由铁路被送往波兰的特雷布林卡及奥斯维辛集中营或其他更小的集中营被处死。